# 京都済生会病院
京都済生会病院（きょうとさいせいかいびょういん, 英語: Kyoto Saiseikai Hospital）は、京都府長岡京市にある恩賜財団済生会に属する地域基幹急性期病院。卒後臨床研修病院をはじめ、地域医療支援病院、京都府がん診療推進病院や災害拠点病院などの指定を受けている。

## 沿革
- 1929年（昭和4年）7月 - 開院（病床数50床、京都市北区紫野雲林院町[注釈 1]）
- 1944年（昭和19年）12月 - 増築工事完了（病床数100床）
- 1956年（昭和31年）10月 - 病棟の増改築工事完了（病床数237床）
- 1965年（昭和40年）11月 - 総合病院認可（病床数329床）
- 1983年（昭和58年）7月 - 長岡京市今里南平尾8番地に移転[注釈 2]（12診療科、病床数208床）
- 1985年（昭和60年）6月 - 許可病床350病床
- 1998年（平成10年）7月 - 災害拠点病院に指定
- 2011年（平成23年）3月 - 京都府がん診療推進病院に指定
- 2020年（令和2年）7月 - 阪急西山天王山駅近く[2]に新たな病院建屋を着工[3]
- 2022年（令和4年）5月22日 - 新築された病院建屋の竣工式が開催[4]
- 2022年（令和4年）6月1日 - 現在地に移転（病床数288床）。

## 診療科

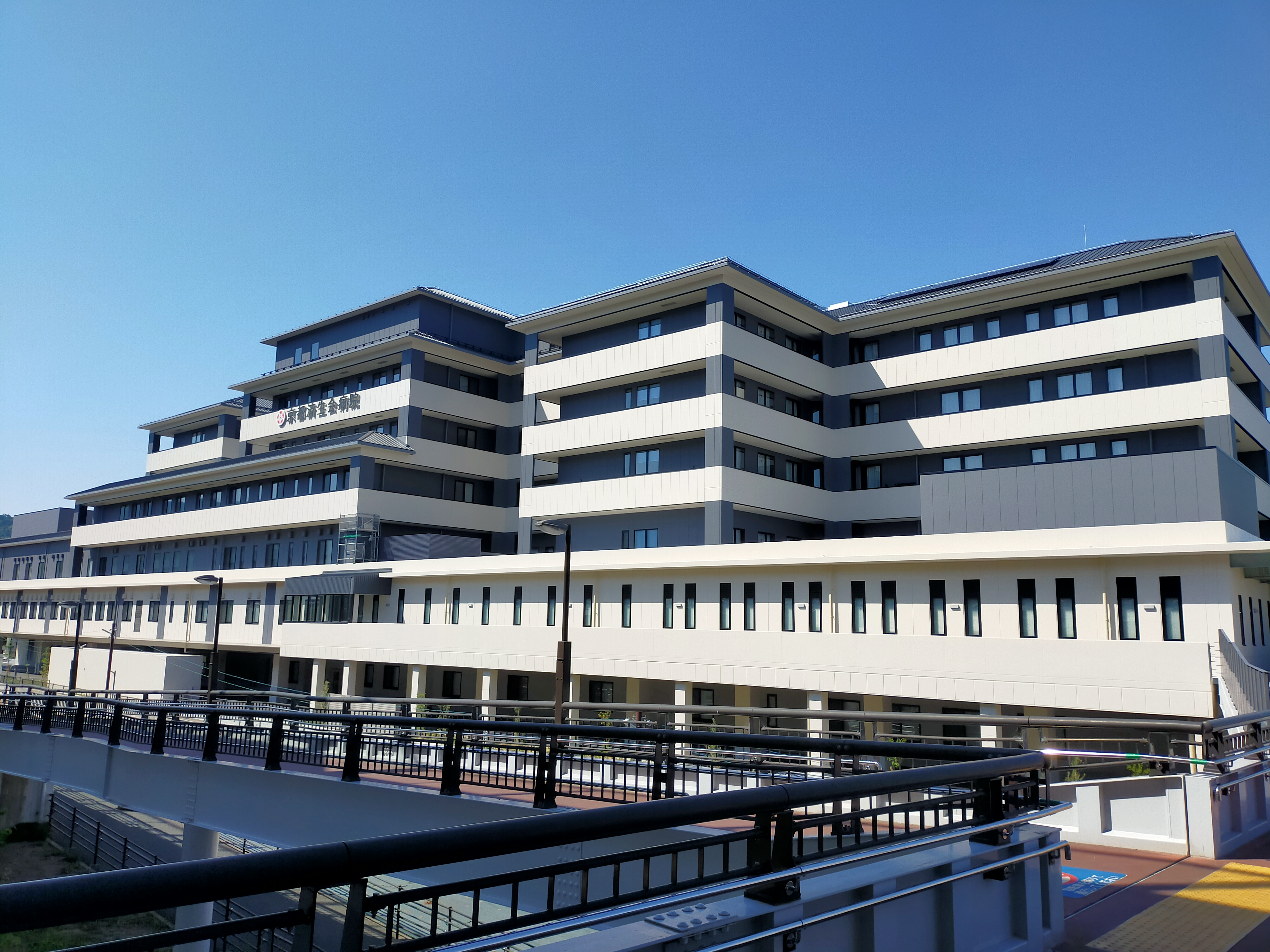
ペデストリアンデッキから

- 内科
- 消化器内科
- 循環器内科
- 呼吸器内科
- 糖尿病内科
- 腎臓内科
- 神経内科
- 血液内科
- 小児科
- 外科
- 消化器外科
- 呼吸器外科
- 乳腺外科
- 心臓血管外科
- 整形外科
- 形成外科
- 脳神経外科
- 皮膚科
- 泌尿器科
- 産婦人科
- 眼科
- 耳鼻咽喉科
- 精神科
- 放射線科
- 麻酔科
- リハビリテーション科
- 院内標榜：緩和ケア科

## 医療機関の指定・認定
（下表の出典）
| 保険医療機関                                   | 労災保険指定医療機関                     |
| 臨床研修病院                                   | 指定自立支援医療機関（更生医療）         |
| 指定自立支援医療機関（育成医療）               | 指定自立支援医療機関（精神通院医療）     |
| 身体障害者福祉法指定医の配置されている医療機関 | 特定疾患治療研究事業指定医療機関         |
| 生活保護法指定医療機関                         | 医療保護施設                             |
| DPC対象病院                                    | 結核指定医療機関                         |
| 指定養育医療機関                               | 小児慢性特定疾患治療研究事業指定医療機関 |
| 無料低額診療事業実施医療機関院                 | 原子爆弾被害者一般疾病医療取扱医療機関   |
| 地域周産期母子医療センター                     | 公害医療機関                             |
| 母体保護法指定医の配置されている医療機関       | 地域医療支援病院                         |
| 災害拠点病院                                   |                                          |

- 救急告示病院（二次救急）[6]
- このほか、各種法令による指定・認定病院であるとともに、各学会の認定施設でもある。

## 交通アクセス
- 阪急京都本線 西山天王山駅から徒歩約5分[7]
- JR京都線（東海道本線）長岡京駅から阪急バス、長岡京はっぴぃバス[7]